# Vlag van Transnistrië

Vlag van Transnistrië (ratio 1:2)

Voorkant van de staatsvlag van Transnistrië

De vlag van Transnistrië (Russisch: Флаг Приднестровской Молдавской Республики), is voor een groot deel identiek aan de vlag van de voormalige Moldavische SSR. Op vlaggen die door de overheid worden gebruikt dient op één kant een hamer en sikkel te staan, op de andere kant wordt slechts een rood, groen, rode driekleur getoond. Op vlaggen voor civiel gebruik wordt het hamer-en-sikkelsymbool helemaal niet gebruikt. De vlag werd op 2 september 1991 aangenomen.

## Geschiedenis
Na het uiteenvallen van de Sovjet-Unie begon in 1988 een nationalisatiefase in de Moldavische SSR, waarbij de regering in Chisinau in 1989 de Moldavische taal uitriep tot de enige staatstaal van de Moldavische Socialistische Sovjetrepubliek. Dit leidde tot conflicten met de regio's Transnistrië en Gagaoezië, waar pro-Sovjet krachten in de meerderheid waren. Deze waren vooral tegen hereniging met Roemenië.
Nadat de driekleur, gebaseerd op de Roemeense vlag, in april 1990 werd ingevoerd als de nieuwe vlag van Moldavië, weigerden veel steden in Transnistrië deze te voeren en behielden ze de vorige vlag van de Moldavische Socialistische Sovjetrepubliek met de Sovjetsymbolen. Met de eenzijdige onafhankelijkheidsverklaring van Moldavië nam ook Transnistrië (aanvankelijk als zelfverklaarde Sovjetrepubliek) de vlag van de Moldavische Socialistische Sovjetrepubliek aan. Historicus Stefan Troebst ziet dit als een "streven naar het behoud van de Sovjet-erfenis" en een demonstratie van de "loyaliteit" van Transnistrië aan de Sovjet-Unie, waarmee het zich wilde onderscheiden van de regering in Chișinău.
Artikel 13 van de grondwet van Transnistrië van 1995 bepaalt dat de Pridnestrovische Moldavische Republiek haar eigen vlag, wapen en volkslied moet hebben. De vlag werd officieel vastgelegd in een wet van 25 juli 2000.

## Tweede nationale vlag

Tweede nationale vlag voorgesteld in 2009, identiek aan de Russische vlag behalve de afmetingen (ratio 1:2)

In mei 2009 dienden parlementsleden van de factie van de regerende partij "Vernieuwing" een voorstel in bij het parlement om de Russische driekleur te erkennen als een andere Transnistrische vlag. Drie jaar eerder had een grote meerderheid van de kiesgerechtigden zich uitgesproken voor nauwere banden met Rusland in een referendum dat niet werd erkend door de Organisatie voor Veiligheid en Samenwerking in Europa. Volgens berichten van het Russische staatsmediabureau RIA Novosti nam het Transnistrische parlement op 12 april 2017 een wet aan die het officiële gebruik van de Russische vlag naast de Transnistrische vlag toestond. De Russische vlag zou dan onder andere op overheidsgebouwen worden getoond.